# Les Deux Mille Blondes du Père Dubreuil

Les Deux Mille Blondes du Père Dubreuil est un film muet français réalisé par Léonce Perret et sorti en 1916.

## Fiche technique
- Réalisation : Léonce Perret
- Chef-opérateur : Georges Specht
- Société de production : Société des Établissements L. Gaumont
- Pays de production : France
- Format : Muet - Noir et blanc
- Genre : Film dramatique
- Date de sortie : 
  - France : 17 mars 1916

## Distribution
- Paul Manson
- Fabienne Fabrèges